# Futbol'nyj Klub Rubin Kazan' 2010
Questa voce raccoglie le informazioni riguardanti il Futbol'nyj Klub Rubin Kazan' nelle competizioni ufficiali della stagione 2010.

## Stagione
Nella stagione 2010 il FK Rubin Kazan' ha disputato la Prem'er-Liga, massima serie del campionato russo di calcio, terminando il torneo al terzo posto con 58 punti conquistati in 30 giornate, frutto di 15 vittorie, 13 pareggi e 2 sconfitte, guadagnando l'accesso ai preliminari della UEFA Champions League 2011-2012. All'inizio della stagione ha disputato la finale per la Supercoppa di Russia, vincendo il trofeo per la prima volta nella sua storia sportiva, battendo il CSKA Mosca per 1-0 grazie alla rete realizzata da Aleksandr Bucharov. Sempre all'inizio della stagione ha partecipato alla Coppa dei Campioni della CSI, arrivando in finale dove ha sconfitto i kazaki dell'Aqtöbe e vincendo il trofeo per la prima volta. Nella primavera 2010 ha partecipato alla fase a eliminazione diretta della UEFA Europa League 2009-2010: nei sedicesimi di finale ha eliminato gli israeliani dell'Hapoel Tel Aviv, per poi essere eliminato agli ottavi di finale dopo i tempi supplementari dai tedeschi del Wolfsburg. Nell'autunno 2010 è sceso in campo a partire dai sedicesimi di finale della Kubok Rossii 2010-2011, venendo subito eliminato dal Volgar'-Gazprom. Sempre nell'autunno 2010 ha partecipato alla fase a gironi della UEFA Champions League 2010-2011: sorteggiato nel gruppo D assieme a Barcellona, Copenaghen e Panathinaikos, concluse al terzo posto e venne retrocesso in Europa League.

## Rosa
| N. |                       | Ruolo | Calciatore              |
| -- | --------------------- | ----- | ----------------------- |
| 2  | Russia (bandiera)     | D     | Oleg Kuz'min            |
| 3  | Argentina (bandiera)  | D     | Cristian Ansaldi        |
| 4  | Spagna (bandiera)     | D     | César Navas             |
| 5  | Russia (bandiera)     | C     | Pëtr Bystrov            |
| 6  | Sudafrica (bandiera)  | C     | MacBeth Sibaya          |
| 7  | Russia (bandiera)     | C     | Sergej Semak (capitano) |
| 8  | Russia (bandiera)     | C     | Aleksandr Rjazancev     |
| 9  | Georgia (bandiera)    | D     | Lasha Salukvadze        |
| 10 | Turchia (bandiera)    | A     | Fatih Tekke             |
| 11 | Russia (bandiera)     | A     | Aleksandr Bucharov      |
| 14 | Russia (bandiera)     | C     | Alan Kasaev             |
| 15 | Polonia (bandiera)    | C     | Rafał Murawski          |
| 16 | Ecuador (bandiera)    | C     | Christian Noboa         |
| 19 | Russia (bandiera)     | D     | Vitalij Kalešin         |
| 20 | Uzbekistan (bandiera) | A     | Bahodir Nasimov         |
| 21 | Moldavia (bandiera)   | A     | Alexandru Antoniuc      |
| 22 | Russia (bandiera)     | D     | Aleksandr Orechov       |
| 23 | Russia (bandiera)     | C     | Evgenij Baljajkin       |
| 25 | Georgia (bandiera)    | D     | Dato Kvirkvelia         |

| N. |                        | Ruolo | Calciatore           |
| -- | ---------------------- | ----- | -------------------- |
| 26 | Russia (bandiera)      | A     | Aleksej Medvedev     |
| 27 | Italia (bandiera)      | D     | Salvatore Bocchetti  |
| 28 | Nigeria (bandiera)     | A     | Obafemi Martins      |
| 30 | Russia (bandiera)      | P     | Evgenij Cheremisin   |
| 31 | Russia (bandiera)      | D     | Michail Badjautdinov |
| 32 | Russia (bandiera)      | C     | Andrej Gorbanec      |
| 33 | Spagna (bandiera)      | D     | Jordi Figueras       |
| 44 | Lituania (bandiera)    | P     | Giedrius Arlauskis   |
| 49 | Uzbekistan (bandiera)  | C     | Vagiz Galiulin       |
| 61 | Turchia (bandiera)     | C     | Gökdeniz Karadeniz   |
| 66 | Israele (bandiera)     | C     | Bibras Natkho        |
| 76 | Russia (bandiera)      | D     | Roman Šaronov        |
| 77 | Russia (bandiera)      | P     | Sergej Ryžikov       |
| 87 | Brasile (bandiera)     | C     | Carlos Eduardo       |
| 88 | Bielorussia (bandiera) | A     | Sjarhej Karnilenka   |
| 97 | Russia (bandiera)      | A     | Igor' Portnjagin     |
| 98 | Moldavia (bandiera)    | P     | Ilie Cebanu          |
| 99 | Turchia (bandiera)     | A     | Hasan Kabze          |

## Risultati

### Superkubok Rossii
| Arbitro: | Suchina (Malachovka) |

|              |           |  |
| Bucharov 35’ | Marcatori |  |

### UEFA Champions League 2010-2011

#### Fase a gironi
| Arbitro: | Thomas Einwaller |

|            |           |  |
| N'Doye 87’ | Marcatori |  |

| Arbitro: | Cüneyt Çakır |

|                  |           |                  |
| Noboa 30’ (rig.) | Marcatori | 60’ (rig.) Villa |

| Atene 20 ottobre 2010, ore 20:45 CET Terza giornata | Panathīnaïkos | 0 – 0 referto | Rubin | Stadio Olimpico di Atene\| Arbitro: \| Manuel Gräfe \| |
| Arbitro:                                            | Manuel Gräfe  |               |       |                                                        |

| Kazan' 2 novembre 2010, ore 18:30 CET Quarta giornata | Rubin        | 0 – 0 referto | Panathīnaïkos | Stadio Centrale di Kazan'\| Arbitro: \| Tony Chapron \| |
| Arbitro:                                              | Tony Chapron |               |               |                                                         |

| Arbitro: | Martin Atkinson |

|                    |           |  |
| Noboa 45+2’ (rig.) | Marcatori |  |

| Arbitro: | Jonas Eriksson |

|                        |           |  |
| Fontàs 51’ Vázquez 82’ | Marcatori |  |

## Statistiche

### Statistiche di squadra
| Competizione                    | Punti | In casa | In casa | In casa | In casa | In casa | In casa | In trasferta | In trasferta | In trasferta | In trasferta | In trasferta | In trasferta | Totale | Totale | Totale | Totale | Totale | Totale | DR  |
| Competizione                    | Punti | G       | V       | N       | P       | Gf      | Gs      | G            | V            | N            | P            | Gf           | Gs           | G      | V      | N      | P      | Gf     | Gs     | DR  |
| ------------------------------- | ----- | ------- | ------- | ------- | ------- | ------- | ------- | ------------ | ------------ | ------------ | ------------ | ------------ | ------------ | ------ | ------ | ------ | ------ | ------ | ------ | --- |
| Prem'er-Liga                    | 58    | 15      | 9       | 5       | 1       | 22      | 7       | 15           | 6            | 8            | 1            | 15           | 9            | 30     | 15     | 13     | 2      | 37     | 16     | +21 |
| Kubok Rossii 2010-2011          | -     | -       | -       | -       | -       | -       | -       | 1            | 0            | 0            | 1            | 0            | 1            | 1      | 0      | 0      | 1      | 0      | 1      | -1  |
| Superkubok Rossii               | -     | -       | -       | -       | -       | -       | -       | -            | -            | -            | -            | -            | -            | 1      | 1      | 0      | 0      | 1      | 0      | +1  |
| UEFA Europa League 2009-2010    | -     | 2       | 1       | 1       | 0       | 4       | 1       | 2            | 0            | 1            | 1            | 1            | 2            | 4      | 1      | 2      | 1      | 5      | 3      | +2  |
| UEFA Champions League 2010-2011 | -     | 3       | 1       | 2       | 0       | 2       | 1       | 3            | 0            | 1            | 2            | 0            | 3            | 6      | 1      | 3      | 2      | 2      | 4      | -2  |
| Coppa dei Campioni della CSI    | -     | -       | -       | -       | -       | -       | -       | -            | -            | -            | -            | -            | -            | 6      | 5      | 0      | 1      | 15     | 5      | +10 |
| Totale                          | -     | 20      | 11      | 8       | 1       | 28      | 9       | 21           | 6            | 10           | 5            | 16           | 15           | 48     | 23     | 18     | 7      | 60     | 29     | +31 |